# سوفريير
سوفريير هي مدينة تقع على الساحل الغربي لسانت لوسيا، في شرق البحر الكاريبي. يبلغ عدد سكان البلدة والمنطقة المحيطة بها 7935 نسمة. احتلها الفرنسيون وكانت العاصمة الأصلية للجزيرة.

## التاريخ
كانت هناك عقارات كبيرة يديرها مستعمرون من أصل فرنسي ولا يزال أحفادهم يعيشون في المنطقة. أسفرت الثورة الفرنسية عام 1789 عن إعدام العديد من الملكيين وإطلاق سراح الأفارقة المستعبدين من العبودية. ومع ذلك ، أعاد نابليون ممارسة العبودية عندما وصل إلى السلطة.
غزا البريطانيون سانت لوسيا بعد ذلك بوقت قصير، لكن الأفارقة المستعبدين والفارين من الجيش الفرنسي قاتلوا في حرب عصابات حتى عام 1803 عندما هُزموا وأصبحت سانت لوسيا مستعمرة بريطانية أيضًا، خلال ذلك الوقت، أصبحت كاستريس عاصمة سانت لوسيا.
على مرالسنين، كان على سوفرير أن يتعامل مع الأعاصير في 1780 ، 1817 ، 1831 ، 1898 و 1980، حريق كبير في عام 1955 وزلزال في عام 1991. العديد من هذه الأحداث كان لابد من إعادة بناء المدينة عدة مرات.
وشملت سوفريير سكان المستقبل إمبراطورة فرنسا جوزفين (الذي قضى معظم طفولتها في المنطقة)، [ بحاجة لمصدر ] و جورج تشارلز (أول رئيس وزراء سانت لوسيا). عندما زارت الملكة إليزابيث الثانية سانت لوسيا في عام 1966 ، هبطت في سوفرير بدلاً من كاستريس.
اليوم ، تعتمد سوفرير على السياحة أكثر من اعتمادها على الزراعة. تقع Pitons جنوب المدينة مباشرةً وهناك العديد من مناطق الجذب في المنطقة. العديد من العقارات القديمة لا تزال موجودة مثل سوفرير إستيت ، فوندوكس إستيت ورابوت.

## السياحة
- إن بيتونز - جروس بيتون و بيتي بيتون هما سدادات بركانية عملاقة تقع جنوب سوفرير وهما أحد مواقع التراث العالمي لليونسكو.
- الكبريت الينابيع يقع سوفريير داخل - كالديرا من نائمة كواليبو بركان ومنطقة نشطة الطاقة الحرارية الأرضية. تم تسويقه على أنه بركان يمر بالسيارة ، وهناك العديد من الينابيع الساخنة والفومارول .
- سوفريير العقارية - تُعرف أيضًا باسم عقارات الماسة ، وهي ملكية استعمارية قديمة تضم حديقة نباتية وحمامات كبريتية وشلالات الماس.[2]
- خلفية العقارات الحلوة - مزرعة عاملة حيث لا يزال الكاكاو يعالج. [3]
- غابات سانت لوسيا المطيرة - هناك العديد من مسارات الغابات المطيرة في المنطقة مع المناظر والحياة البرية والشلالات مثل شلالات إنباس ساوت.[4]
- آنس تشاستانيت - منتجع به شاطئ والعديد من المسارات على طول الساحل.
- مسار فولغا الطبيعي - ممر للمشي لمسافات طويلة مع إطلالات على كلا الحبتين عن قرب مع إطلالات على شاطئ سكر .[5]

## في الثقافة الشعبية
كان سوفرير هو موقع التصوير لمعظم فيلم الماء لعام 1985، الذي تم تعيينه في مستعمرة كاسكارا البريطانية الخيالية.